# 復古主義
復古主義（ふっこしゅぎ、英語：reactionism）とは、情勢や体制などが現在よりも過去の方が優れていると考え、その当時の状況に戻すことにより社会がより良くなる事から元に戻そうという主義。

## 21世紀

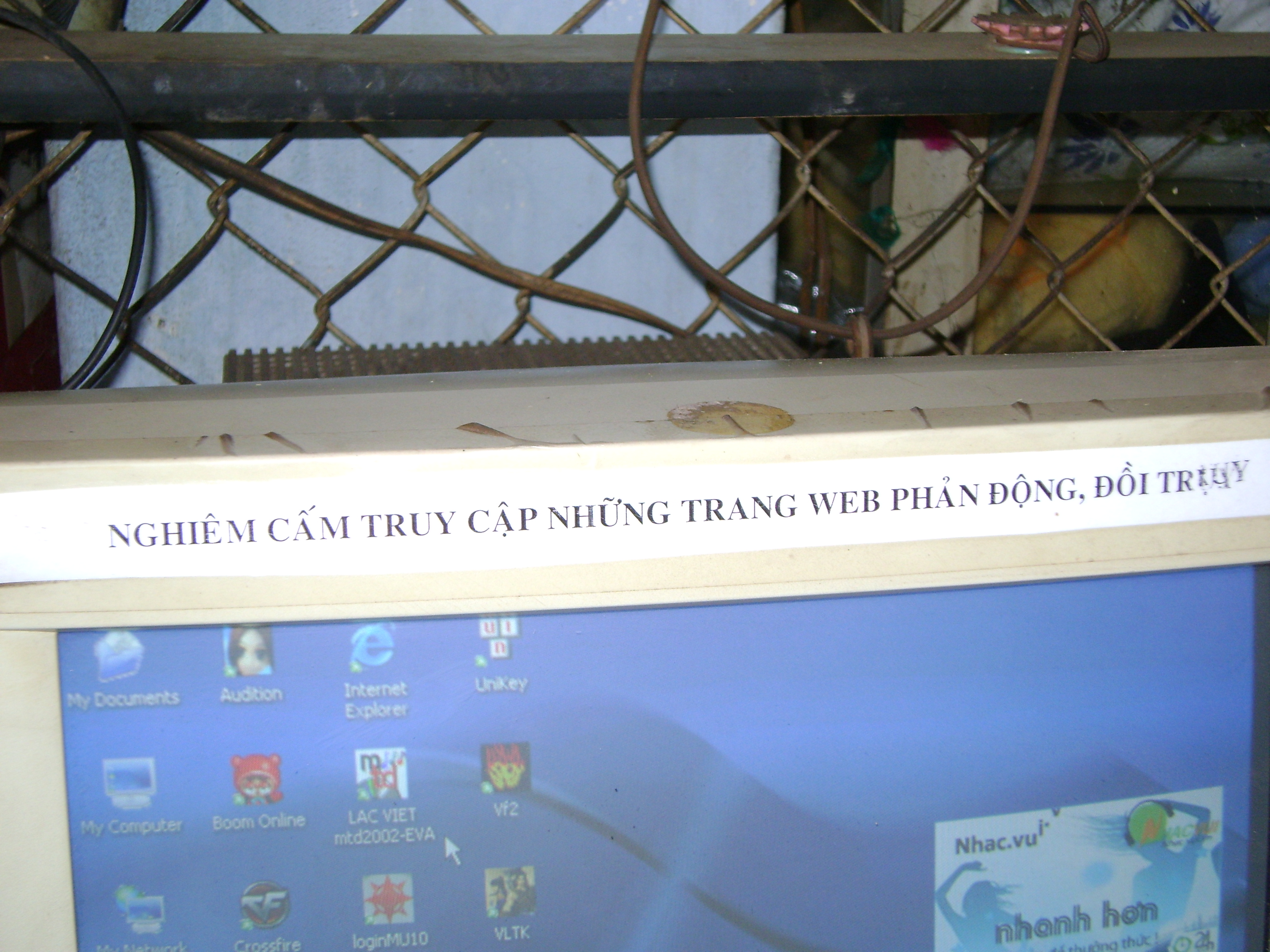
反動主義的なウェブサイトにアクセスすることは固く禁じられている。ベトナムのインターネットカフェで反動主義的なウェブサイトを訪れたときの警告。

20世紀後半に急速に出現した日本の右翼ナショナリストとポピュリストの運動および関係団体は、復古主義を唱えた。彼らは第二次世界大戦後の平和憲法を改正したいと考えており、大日本帝国を支持する態度を持っているからである。
新反動主義は2000年代から使われるオンラインの政治的主張を持っている人たちの非公式の集まりでの自称である。この新反動主義という用語は、2008年にコンピュータープログラマーのメンシウス・モールドバグ（カーティス・ガイ・ヤーヴィンのペンネーム）によってつくられた。アーノルド・クリングは2010年にモールドバグを表すためにこの用語を使った。そしてサブカルチャーはすぐに新反動主義を採用した。新反動主義（暗黒啓蒙とも呼ばれる）の支持者には哲学者のニック・ランドなども挙げられる。